# Kees van Dongen

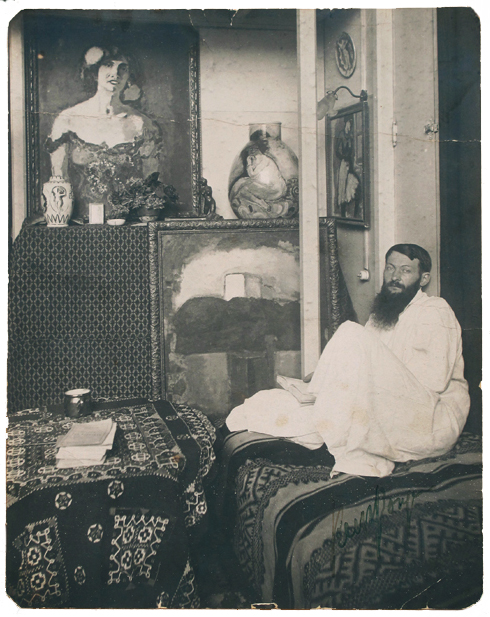
Kees van Dongen, em seu estúdio, em 1910

Cornelis Theodorus Maria van Dongen, conhecido como Kees van Dongen (Rotterdam, 26 de janeiro de 1877 - Monte Carlo, 28 de maio de 1968), foi um artista holandês, que adotou rapidamente as ideias dos fauvistas Manguin, Derain e Matisse,os quais conheceu em Paris. Depois de estudar na Academia de Roterdã, Van Dongen mudou-se para Paris, a fim de continuar seus estudos de pintura.

## Biografia
Kees nasceu em Delfshaven, nos subúrbios de Rotterdam, sendo o segundo entre quatro crianças de uma família de classe média. Em 1892, aos 15 anos, ele ingressou na Academia Real de Belas-Artes, trabalhando com J. Striening e J.G. Heyberg. Durante este período, eram frequentes suas visitas ao porto da cidade, onde ele capturou cenas do dia a dia de marinheiros e prostitutas.
Em 1897, ele esteve em Paris por vários meses, onde havia uma grande comunidade imigrante. Em dezembro de 1899, retornou para Roterdã. Em 1902, pintou seu primeiro retrato fauvista. Dois anos mais tarde participou do Salão dos Independentes e começou a trabalhar junto com Vlaminck e Derain. Vollard, marchand e dono de galeria, se interessou vivamente por usa obra e organizou sua primeira exposição individual.
Convidado pelo grupo Die Brücke (A Ponte), viajou para Düsseldorf, onde expôs suas obras junto com as dos expressionistas. Mais tarde viajou para Espanha, Marrocos, Itália e Egito em busca de novas motivações.
A partir de 1932 morou tanto em Mônaco quanto em Paris. Em 1962 expôs suas obras mais fauvistas nas exposições Le Fauvisme Français e na inauguração do Expressionisme Allemand, organizadas em Paris e Munique.

## Morte
De 1959 em diante, Kees se estabeleceu em definitivo em Mônaco e faleceu, na sua casa, em 28 de maio de 1968. Uma grande parte de suas obras fazem hoje parte da coleção do Novo Museu Nacional de Mônaco.

## Obras
- Praia de Deauville; Palhaço Le Vieux, Petit Palais (Genebra)
- La Femme aux bijoux, 1895, Nouveau Musée Nations de Monaco
- Retrato de Guus, 191, óleo sobre tela, 146 × 114 cm, Museu Van Gogh, Amsterdã
- Portrait d'une chanteuse de cabaret, 1908, óleo sobre tela, coleção particular
- La dame au chapeau noir, 1908, óleo sobre tela, State Hermitage Museum (São Petersburgo)
- Portrait d'Adèle Besson, 1908, óleo sobre tela, Musée Albert-André, Bagnols-sur-Cèze
- Souvenir de la Saison d'Opéra russe, 1909, óleo sobre tela, Galeria Nacional do Canadá, Ottawa
- Trinidad Fernandez, 1907/10, óleo sobre tela, 100 × 81,2 cm, Museu de Arte Contemporânea de Teerã, Teerã[4]
- Femmes à la balaustrade, 1911, óleo sobre tela, Musée de l'Annonciade, Saint-Tropez
- L'Écuyère, 1920, Château-musée de Dieppe
- Retrato de Renée Maha ou A Esfinge, 1920, óleo sobre tela, Musée d'art Moderne de la Ville de Paris[5]
- Retrato de Antoni Cierplikowski, 1927, Muzeum Narodowe w Warszawie, Polônia